# مهدي زيو
المهدي زيو هو ليبي من أهالي مدينة بنغازي. قام بعملية انتحارية أثناء ثورة 17 فبراير/شباط التي اندلعت عام 2011 م ضد نظام الزعيم الليبي معمر القذافي. وقد كانت نتيجتها حاسمة في سيطرة الثوار على بنغازي.

## عمليته القتالية
انضم مهدي زيو الذي كان يعمل في شركة نفط الخليج العربي لمدة 30 عاما، إلى الاحتجاجات المناوئة لمعمر القذافي منذ اليوم الأول لاندلاع الاحتجاجات (الثلاثاء 15/2/2011 م)، وهاله العنف الذي كانت تستخدمه الحكومة الليبية ضد شعبها.
وفي ساعة متأخرة من الليل بعد ثلاثة أيام من الفوضى الدموية, قام زيو بوضع عبوات الغاز (البروبان) داخل سيارته. وفي صباح اليوم التالي، وأثناء تشييع جنازة أولئك الذين قتلوا في اليوم السابق, وبينما كانت الجنازة تشق طريقها قرب القاعدة العسكرية المخيفة في بنغازي والمعروفة باسم الكاتب, فجأة ظهرت سيارة المهدي زيو وأسرعت باتجاه البوابة المزدوجة لمجمع القاعدة، تخطى المهاجم المتاريس الأولى وفجر عبوات الغاز والقنابل محلية الصنع التي كانت بحوزته عند المتاريس الثانية فأحدث فجوة في الدفاعات، وهو ما مثل تحولا في مسار المعركة.
تحوّلُ مهدي زيو، الموظف الممتلئ الجسم، والأصلع الذي يرتدي نظارة طبية، إلى بطل ثوري أثناء ثورة 17 فبراير الليبية عام 2011 م. وقد أشيد به في مدينة بنغازي باعتباره الرجل الذي كان مقتله نقطة تحول في معركة بنغازي الحاسمة.
ونقلت صحيفة ذي تايمز عن محمد عبد الحفيف رفيق مهدي زيو طيلة حياته، أنه كان اجتماعيا ومرحا، وكان عمال الشركة كلهم يعرفونه. وأضاف أنه كان في غاية الاندهاش من هذا العمل الذي قام به زيو بدافع من وطنيته بعدما شاهد المذابح التي تمت بحق شعب بنغازي.